# Moerasvergeet-mij-nietjenetwants
De moerasvergeet-mij-nietjenetwants (Dictyla convergens) is een wants uit de familie van de Tingidae (netwantsen). De soort werd het eerst wetenschappelijk beschreven door Gottlieb August Wilhelm Herrich-Schäffer in 1835.

## Uiterlijk
Net als de andere netwantsen hebben de vleugels van deze wants een fijnmazig netwerkpatroon van aders. De wants is altijd langvleugelig en kan 2,5 tot 3,5 mm lang worden. Het halsschild heeft net als de andere soorten uit het geslacht Dictyla drie lijsten waarvan de buitenste twee tot halverwege het borststuk reiken en zijn de buitenranden van het halsschild omhoog gebogen. De soort lijkt sterk op de slangenkruidnetwants (Dictyla echii) maar die heeft minder brede randvelden. Ook kan hij verward worden met de smeerwortelnetwants (Dictyla humuli) maar die heeft een halsschild dat in het midden zwart gekleurd is.

## Leefwijze
De soort kent één generatie per jaar. De volwassen dieren zijn het hele jaar aan te treffen, met uitzondering van november en december. De meeste waarnemingen komen uit de periode mei tot augustus in vochtig grasland of oevers. De nimfen worden gevonden van juni tot in september. De waardplanten zijn het moerasvergeet-mij-nietje (Myosotis scorpioides) en zompvergeet-mij-nietje (Myosotis laxa cespitosa). De vrouwtjes zetten in mei de zwarte eitjes af in de stengel van de waardplant en soms onderin de bloemknoppen waardoor deze in veel gevallen afsterven.

## Leefgebied
De wantsen komen verspreid over heel Europa voor en zijn in Nederland ook niet zeldzaam. 